# Philip Michael Ellis
Michael Ellis, nato Philip (Waddesdon, 8 settembre 1652 – Segni, 16 novembre 1726), è stato un vescovo cattolico inglese.

## Origini e famiglia
Philip Ellis nacque nel 1652, figlio del reverendo anglicano John Ellis, rettore di Waddesdon nel Buckinghamshire e discendente di una nobile famiglia dello Yorkshire, e di Susannah Welbore. La sua famiglia era strettamente legata alla monarchia e alla corte inglesi: suo padre era stato un "realista" durante la guerra civile inglese; suo fratello John fu Sottosegretario di Stato di Guglielmo III; suo fratello William, un protestante giacobita, fu Segretario di Stato di Giacomo II in esilio; suo fratello Welbore fu vescovo anglicano prima di Kildare e poi del Mide, in Irlanda; suo fratello Samuel fu maresciallo della King's Bench.

## Carriera ecclesiastica
Si convertì al cattolicesimo durante i suoi studi adolescenziali a Westminster e, compiuti i diciotto anni, si trasferì a Douai, in Francia, presso l'abbazia benedettina di San Gregorio, dove prese i voti il 30 novembre 1670, assumendo il nome monacale di Michael. Ricevuta l'ordinazione sacerdotale, nel 1685 tornò in Inghilterra per prendere parte alla missione cattolica locale voluta dal re Giacomo II, divenendo uno dei cappellani reali. Nel gennaio 1688 fu scelto da papa Clemente XI come vicario apostolico del neoistituito Distretto occidentale e il successivo 16 maggio fu consacrato dal nunzio apostolico Ferdinando d'Adda, ricevendo la sede titolare di Aureliopoli di Lidia. Allo scoppio della Gloriosa rivoluzione, Ellis (così come molti altri cattolici inglesi) fu arrestato e imprigionato; rilasciato dopo poco tempo ma costretto ad abbandonare il paese, si ritirò prima a Saint-Germain e poi a Roma, dove nel 1696 fu nominato assistente al soglio pontificio da papa Innocenzo XII.
Nel corso degli anni Ellis chiese più volte di poter tornare nel proprio vicariato ma, poiché la sua conoscenza degli affari inglesi era ritenuta estremamente utile presso la Curia, l'autorizzazione gli fu sempre negata. Nel febbraio 1705 di dimise dal ruolo di vicario apostolico e nel 1708 fu nominato vescovo di Segni, prendendo possesso della sua nuova sede il 28 ottobre. Nella diocesi laziale fece ricostruire il diroccato monastero di Santa Chiara, trasformandolo in un seminario diocesano.
Nel 1710, undici sermoni tenuti da Ellis tra il 1685 e il 1686 davanti al re Giacomo II d'Inghilterra, alla regina Maria Beatrice d'Este e alla regina vedova Caterina di Braganza, nonché gli atti del sinodo di Segni di quell'anno, furono pubblicati per volontà di papa Clemente XI.
Morì nella sua diocesi il 16 novembre 1726.

## Genealogia episcopale
La genealogia episcopale è:
- Arcivescovo Dominic Maguire, O.P.
- Cardinale Ferdinando d'Adda
- Vescovo Philip Michael Ellis, O.S.B.